# Cyril Brownlie
Pour les articles homonymes, voir Brownlie.

a Compétitions nationales et continentales officielles uniquement.

b Matchs officiels uniquement.
Cyril James Brownlie, né le 6 août 1895 à Wanganui et décédé le 7 mai 1954 à Wairoa, est un joueur de rugby à XV néo-zélandais qui a joué 31 fois pour les All Blacks de 1924 à 1925, évoluant au poste de deuxième ligne. 

## Biographie
Il est éduqué au Sacred Heart College d'Auckland. Il est l’aîné de trois frères qui ont fait partie des All Blacks dans les années 1920, mais le dernier des trois à être sélectionné (à 29 ans). Il fait ses débuts avec les Blacks en juillet 1924, et son premier test match en novembre 1924 contre le pays de Galles. Dans l’histoire du rugby, c’est le premier joueur à avoir été expulsé lors d’un test match. Brownlie a disputé son dernier test match en janvier 1925 contre la France. Avec son frère Maurice, il a fait partie de l’équipe de Hawke’s Bay qui a dominé la compétition en Nouvelle-Zélande entre 1922 et 1927. Après avoir été arrêté pour une blessure au genou, il est revenu en 1930 pour jouer avec son club

## Statistiques en équipe nationale
- Nombre de tests avec les Blacks :  3
- Autres matchs avec les Blacks : 28
- Nombre total de matchs avec les Blacks : 31
- Première cape : 5 juillet 1924
- Dernière cape : 18 janvier 1925
- Matchs avec les Blacks par année : 16 en 1924, 4 en 1925, 5 en 1926, 6 en 1928